# Русият и Гугутката
„Русият и Гугутката“ е български телевизионен игрален филм (драма) от 1964 година на режисьора Неделчо Чернев, по сценарий на Никола Русев. Оператор е Георги Карайорданов.

## Актьорски състав
| В главните роли | Изпълнител         |
| --------------- | ------------------ |
| русият          | Петър Чернев       |
| Гугутката       | Георги Калоянчев   |
|                 | Асен Кисимов       |
|                 | Невена Мандаджиева |
|                 | Андрей Михайлов    |